# Guadaiza
El río Guadaiza (en árabe, río de Aixa, madre de Boabdil) es un río del oeste de la provincia de Málaga, España. 
Tiene un recorrido de 20,6 kilómetros. Nace en la vertiente sur del Cerro Abanto, en el término municipal de Igualeja, en la serranía de Ronda, y enseguida penetra en el término de Benahavís, donde recibe varios afluentes, entre ellos el arroyo Alberguillos y el arroyo Hornillos. Su recorrido es más o menos recto, discurriendo entre la sierra de las Apretaderas al este y sierra Palmitera al oeste, a una distancia de un kilómetro y medio de la carretera de Ronda-San Pedro Alcántara (A-397) y pasando por delante de las ruinas de Aidín o Daidín, penetrando por último en término de Marbella, donde desemboca en el Mediterráneo al oeste de Puerto Banús.

## Características
Tiene una cuenca de 45,6 km² y sus tramos medio y alto están protegidos desde su declaración como Lugar de Interés Comunitario y su inclusión en la Red Natura 2000 de la UE. Entre sus múltiples valores naturales destacan el blenio de río (Salaria fluviatilis), presente solo en tres ríos andaluces, el endemismo borgallo malagueño (Scualius malacitanus), presente únicamente en este río, el Guadalmina y el Genal, y varias libélulas amenazadas como Macromia splendens , Gomphus graslinii y Oxygastra curtisii. Así mismo el río presenta buenas poblaciones de nutria, martín pescador, barbos Barbus scatleri, bordallos Squalius pyrenaicus y bogas Chondrostoma wilkommii. La ausencia total de poblaciones humanas en los tramos medio y alto permiten que las poblaciones de peces e invertebrados sean notablemente densas gracias a la pureza de las aguas.

## Flora y fauna
En el valle se desarrollan bosques maduros y muy bien conservados de quercíneas como Quercus suber, Quercus faginea broteroi y Quercus canariensis, acompañados de pinsapo en las umbrías, la asociación del abeto andaluz con estas fagáceas mediterráneas es exclusiva de este valle y del monte de Bornoque en Istán. También destacan por su singularidad los pinares autóctonos de Pinus pinaster desarrollados sobre las peridotitas; estos pinares no son fruto de plantaciones sino que forman bosques naturales sobre estas rocas ultrabásicas junto a Juniperus oxycedrus y Quercus coccifera. 
En las últimas décadas debido al sobrepastoreo de ganado caprino y los incendios, los pinos están desplazando a los Quercus de algunas zonas del valle debido a que las cabras devoran los ejemplares más jóvenes de estos árboles y desprecian los del pino. En estos bosques hay varios endemismos vegetales andaluces propios de peridotitas como Arenaria capillipes, así como diversas especies de mamíferos y aves amenazados, destacando la cabra montesa, el corzo morisco y el águila perdicera.

## Problemática medioambiental

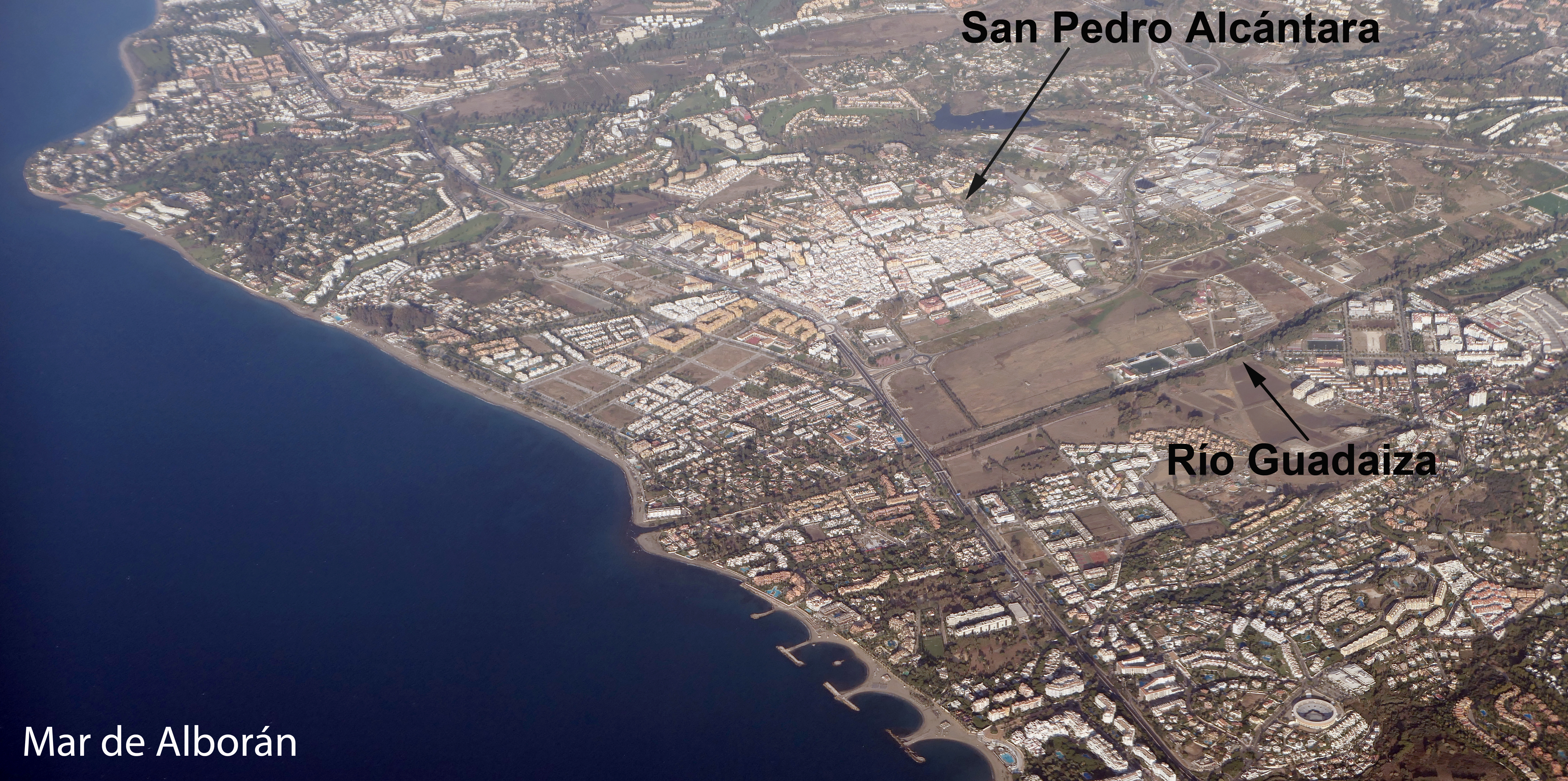
Vista aérea del tramo final

Las principales amenazas a las que se enfrenta el Guadaiza y el valle que le da cobijo son la especulación urbanística, los incendios por el abandono de la masa forestal y los caminos de acceso, el sobrepastoreo, la superpoblación de jabalíes, y la construcción de obras hidráulicas. 
La presa del Guadaiza, construida en 1999 para trasvasar el 50% del caudal del Guadaiza al embalse de La Concepción mediante el trasvase de Guadalmansa-Guadalmina-Guadaiza partió el río en dos y lo comunicó con los ríos Guadalmina y Guadalmansa. Desde entonces el riesgo de introducción de especies exóticas se ha visto elevado y supone uno de los mayores riesgos para el delicado ecosistema del río. La población de blenio de río quedó dividida en dos, ya que en 2013 se constató la presencia de ejemplares debajo de la presa, pero se desconoce el estado de esta subpoblación pues el dragado de la presa llevado a cabo a principios de septiembre de 2013 supuso la liberación de lodos en gran cantidad.